# Tide Mills
Tide Mills – wieś w Anglii, w hrabstwie East Sussex, w dystrykcie Lewes. Leży 82 km na południe od Londynu.